# Цебриков, Николай Романович
Николай Романович Цебриков (1800—1866) — декабрист, участник Крымской войны, мемуарист, сын Романа Максимовича Цебрикова.

## Биография
Родился в 1800 году, сын действительного статского советника Романа Максимовича, его братья — Константин и Александр.
Служил в Лейб-гвардии Финляндском полку сначала портупей-юнкером; затем, 2 июля 1818 года он был произведён в прапорщики, а в 1825 году был уже поручиком, принадлежал к тайному Северному Обществу. Причастным к делу 14 декабря Цебриков стал, как рассказывает Николай Иванович Греч, совершенно случайно. Он стоял с батальоном своего полка за городом, и, ничего не зная, приехал в этот день в Петербург, чтобы погулять и повеселиться на праздниках. Проезжал мимо Конногвардейского манежа и видя толпу народа, он выскочил из саней и спросил, что случилось. Вдруг видит, что бежит мимо манежа на Сенатскую площадь гвардейский экипаж; впереди офицеры с обнаженными саблями. Цебриков знал многих из них, так как его родной брат Александр служил в этом экипаже. Он закричал им: «Куда вас чёрт несёт, карбонарии?» Это было подслушано каким-то квартальным и им было донесено, что Цебриков кричал: «В каре против кавалерии».
Обвинение было так ложно и так нелепо, что Цебриков оправдывался в нём перед следственной комиссией с негодованием. Было даже обвинение в том, что он брал знамя и присоединился к сводному полку, которого на Сенатской площади не было. Оправдание это, однако, было сочтено за упрямство и дерзость; он был причислен к XI разряду (самому лёгкому) и приговорён 10 июля 1826 года Верховным уголовным судом к разжалованию в солдаты с выслугою. Однако, 11 июля, когда последовало остальным декабристам смягчение наказания, оно для Цебрикова по внушению Дибича, было усилено, и его, «по важности вредного примера, поданного им присутствием его в толпе бунтовщиков в виду его полка, как недостойного благородного имени, велено было разжаловать в солдаты без выслуги и с лишением дворянства».
Отсидев, до приговора, в Петропавловской крепости, он был отправлен 10 августа в Усть-Каменогорскую крепость откуда вскоре был переведён в Оренбургский гарнизон. Здесь он попал под начальство грубому майору, который смотрел на него, как на простого солдата, заставляя исполнять поручения, наравне с прочими рядовыми. Один раз Цебриков чуть не был высечен этим майором. Из Оренбурга Цебриков вскоре был переведён, по просьбе родных, на Кавказ, куда он попал в самый разгар Турецкой кампании 1828—1829 годов и участвовал во всех делах. Новое начальство сумело найти в нём добрую, честную душу и блистательную храбрость, наградив его, при взятии Ахалциха, знаком отличия ордена св. Георгия.
В 1836 году он был ещё рядовым Кабардинского егерского полка, а в 1838 уже произведён в прапорщики. В 1840 году он получил прощение и отставку, и возвратился в Петербург доживать свой век. Над ним был установлен полицейский надзор. В 1841—1843 годах состоял на службе в Тамбовской палате государственных имуществ. Был управляющим имениями.
В 1846 году проживал в Темникове под надзором полиции.
Автор мемуарных очерков (сохранились не все), в том числе: «Воспоминания о Кронверкской куртине», «Анна Фёдоровна Рылеева», «Алексей Петрович Ермолов», «Офицер Дашкевич» — впервые опубликованы в 1861 году в Лондоне Александром Ивановичем Герценом без упоминания имени автора. Мемуары начал писать ещё служа на Кавказе. Тетрадь с ними Цебриков передал своему сослуживцу декабристу Валериану Михайловичу Голицыну. Тот, опасаясь, что записи могут навлечь неприятности на Цебрикова и лиц, упоминавшихся в мемуарах, уничтожил тетрадь.
По отзывам друзей и лиц, близко знавших его, Цебриков был человек оригинальный, правдивый, честнейший, пылкий до сумасбродства. Он очень легко поддавался мистификации, чем давал повод к шуткам над ним его друзей.
Умер Николай Романович Цебриков в 1866 году в Петербурге.